# Bradu
Bradu is een Roemeense gemeente in het district Argeș.

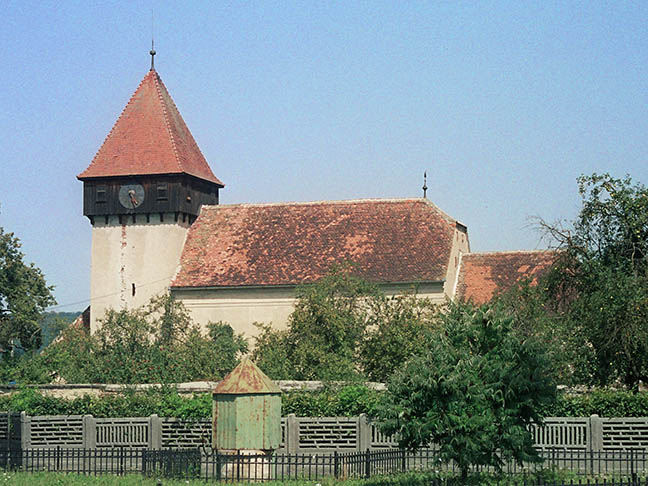
Boţești

Bradu telt 6294 inwoners.